# Cadogenius ohausi
Cadogenius ohausi es una especie de coleóptero de la familia Anthicidae.

## Distribución geográfica
Habita en Ecuador.